# Alberto Jarabo
Alberto Jarabo Vicente (Madrid, España, 11 de marzo de 1975) es un político y cineasta documentalista español.

## Biografía
Nacido en la ciudad de Madrid, el día 11 de marzo de 1975.
Es licenciado en Imagen por la Facultad de Ciencias de la Información de la Universidad Complutense de Madrid (UCM).
Mientras realizaba sus estudios superiores comenzó a trabajar en Tele K, televisión local del barrio madrileño de Vallecas y luego en Telemadrid.

## Trayectoria
En el año 2001 se trasladó a vivir a Mallorca donde empezó su andadura como editor, cámara, productor y director de documentales de temática social y cultural, haciendo numerosos trabajos para los principales programas de este género como Documentos TV y La Noche Temática de TVE, así como Sense Ficció y 30 minuts de TV3. También participa en series y programas para la televisión autonómica balear IB3 Televisió y para TV Mallorca.
Algunos de los documentales en los que ha participado han tenido una importante repercusión, como “Els monstres de ca meva” ("Los monstruos de mi casa") que aborda la desprotección y el maltrato infantil en su entorno más cercano, con el que logra varios premios nacionales e internacionales como el Premio al Mejor Documental sobre Derechos Humanos en la ciudad de Nueva York. Participa también en el documental “Muerte accidental de un inmigrante” dirigido por Javier González Bordas  y Pedro de Echave, sobre el caso del chico senegalés de 28 años "Alpha Pam" que falleció en Palma de Mallorca en el 2013, a causa de una tuberculosis tras habérsele negado el acceso a la sanidad pública, en el que interviene como productor y operador de cámara. A pesar de las movilizaciones en contra del Decreto Ana Mato en el que se impide el acceso universal a la sanidad, el gobierno español lo mantiene en contra del criterio de algunas comunidades autónomas como la balear que han encontrado fórmulas legales que permiten esa atención. "Muerte accidental de un inmigrante” ganó la Décima Edición del destacado Festival Internacional de Cine Documental y Cooperación para el Desarrollo en Extremadura "EXTREMA 'doc".
En 2014 inició su carrera política como miembro del recién creado partido "Podemos", del que fue elegido como primer Secretario General en las Islas Baleares y más tarde mediante unas primarias como cabeza de lista para las Elecciones autonómicas de 2015 celebradas el 24 de mayo y en las que terminaron como tercera fuerza política con 10 asientos, logrando su escaño en el Parlamento de las Islas Baleares por la circunscripción electoral de Mallorca.
Tomó posesión de diputado en el parlamento balear, el día 13 de junio de 2015 y actualmente es Presidente y portavoz adjunto del grupo parlamentario Podem Illes Balears, miembro de la Comisión parlamentaria de control sobre el Ente Público de Radiotelevisión de las Islas Baleares (EPRTVIB) y Secretario de las Comisiones de Economía y Turismo.